# Alcea kusjariensis
Alcea kusjariensis là một loài thực vật có hoa trong họ Cẩm quỳ. Loài này được (Iljin ex Grossh.) Iljin mô tả khoa học đầu tiên năm 1949.